# Abdopus
Abdopus là một chi bạch tuộc trong họ Octopodidae.

## Loài
- Abdopus abaculus (Norman & Sweeney, 1997)
- Abdopus aculeatus (d'Orbigny, 1834)
- Abdopus capricornicus (Norman & Finn, 2001)
- Abdopus horridus (d'Orbigny, 1826)
- Abdopus tenebricus (Smith, 1884)
- Abdopus tonganus (Hoyle, 1885)
- Abdopus undulatus Huffard, 2007 [2]

Chưa chắc chắn
- Abdopus guangdongensis (Dong, 1976)